# آوسگیر آوسگیرسون
آوسگیر آوسگیرسون (ایسلندی: Ásgeir Ásgeirsson؛ تلفظ ایسلندی: [ˈausceir̥ ˈausceir̥sɔn]‏؛ ۱۳ مه ۱۸۹۴ – ۱۵ سپتامبر ۱۹۷۲) سیاست‌مدار اهل ایسلند بود.
وی از سال ۱۹۵۲ تا ۱۹۶۸ دومین رئیس‌جمهور ایسلند و ۱۹۳۲ تا ۱۹۳۴ ششمین نخست‌وزیر ایسلند بوده‌است.